# Mont Giusalet
Le mont Giusalet, aussi appelé mont Ciusalet, est une montagne de 3 312 mètres d'altitude dans les Alpes.

## Toponymie
Son nom viendrait d'un originaire Ciusalet qui, à son tour, dériverait du piémontais ciusa  (« clôture », « fermeture »).

## Géographie

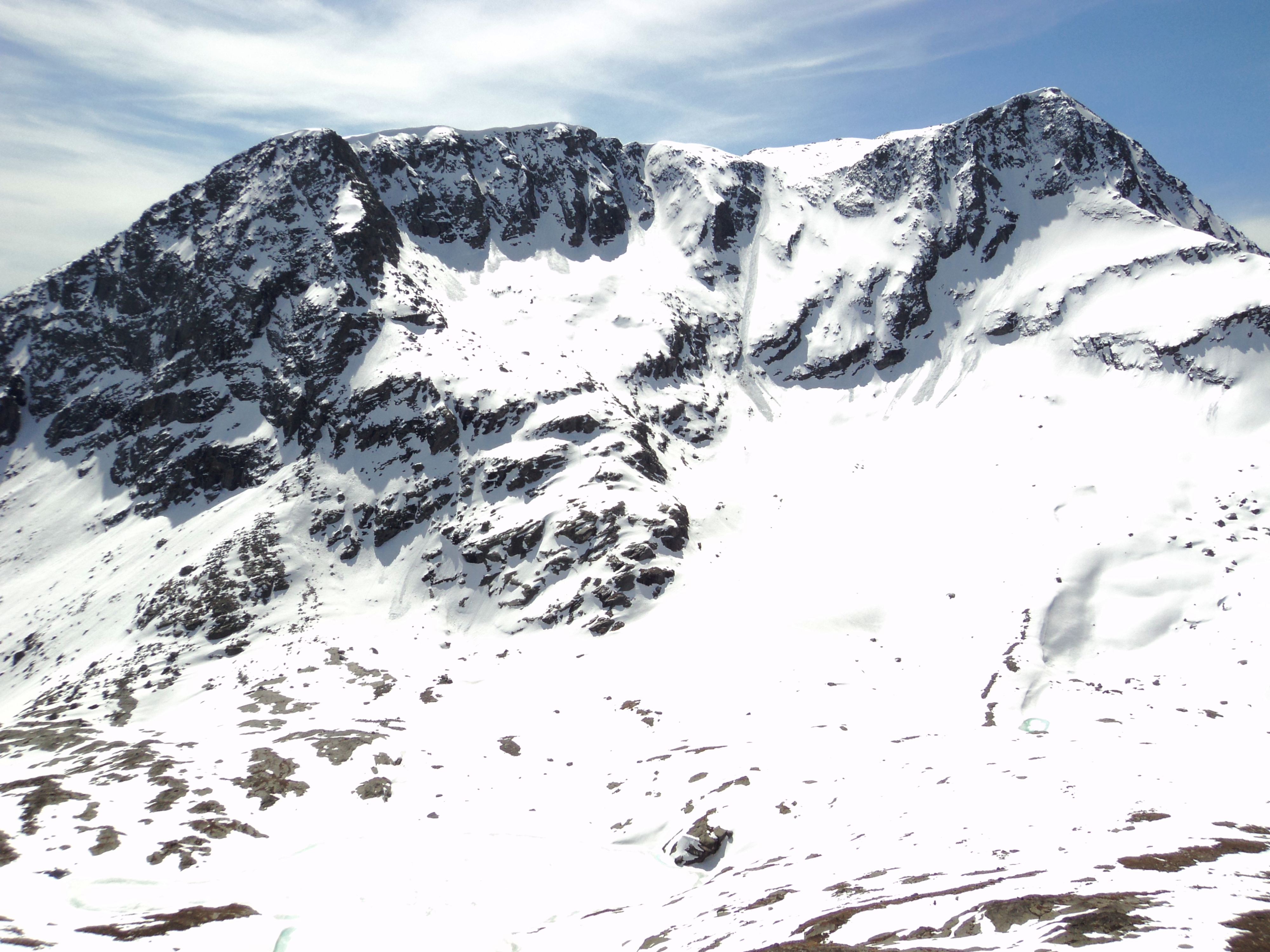
Vue du sommet principal et de la cime du Bard à gauche.

### Situation, topographie
Le mont Giusalet appartient à la ligne de partage des eaux entre mer Adriatique et mer Méditerranée et se situe sur la droite hydrographique de la combe du Mont-Cenis. Il est administrativement partagé entre les communes de Lanslebourg-Mont-Cenis et de Bramans, en France.
Il est composé par le sommet principal et la cime du Bard située un peu plus au nord et culminant à 3 168 m.

### Géologie

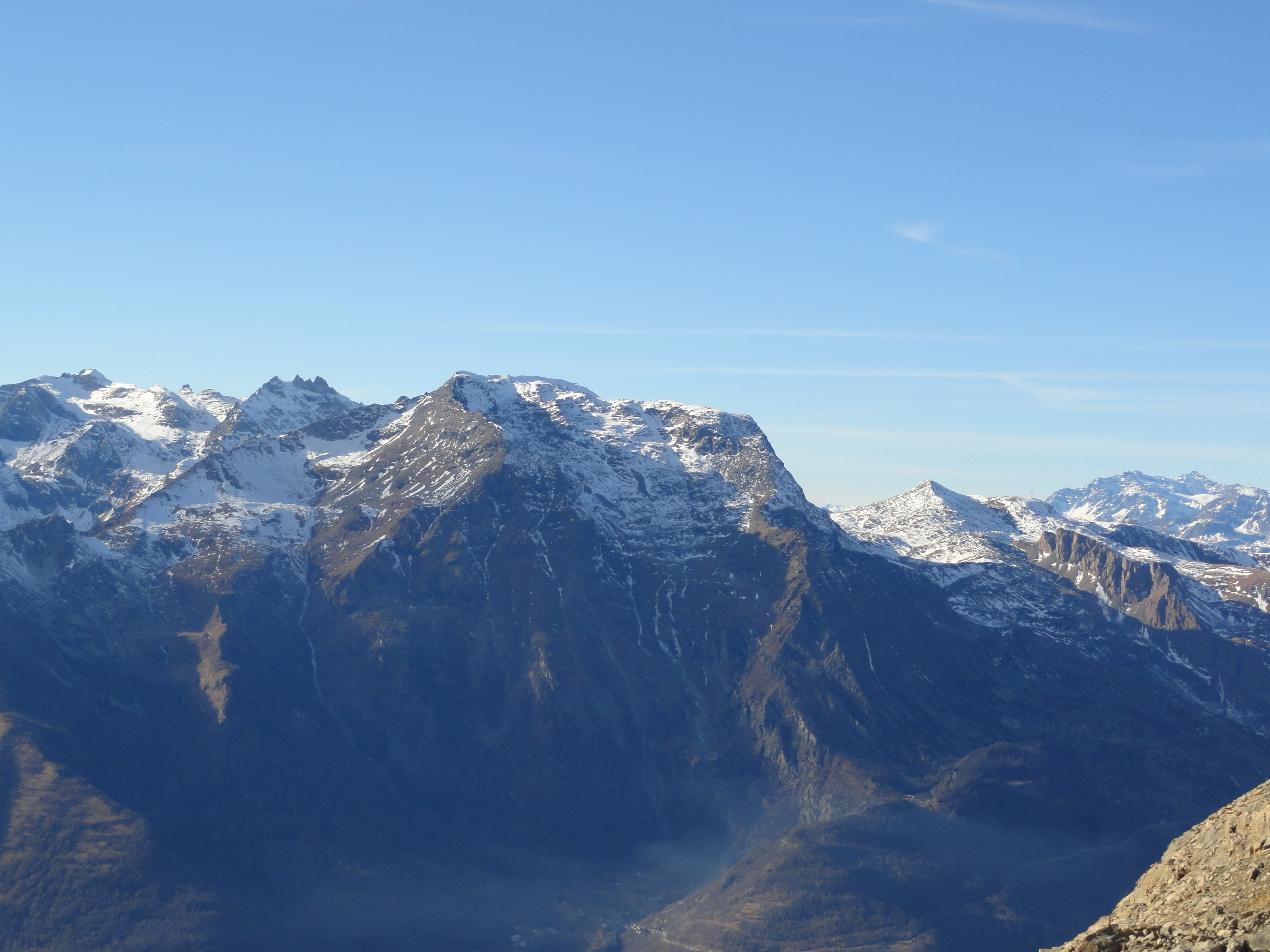
Vue du versant sud depuis Rochemelon, les roches dures du massif ont résisté à l'érosion qui a formé la vallée de Suse.

Le sommet reposant sur le socle cristallin d´Ambin est formé de schiste bleu, vert, micaschistes et de quartzite. Le gneiss est très présent sur le flanc sud et à la base du massif. Le massif est réputé pour la grande diversité des roches qui composent les sommets. À l'instar des sommets voisins, le mont Giusalet possède sur ses flancs des filons de roches magmatiques, et plus particulièrement de rhyolite.

## Histoire
Ce sommet marquant depuis 1862 la frontière entre les deux pays devient entièrement français en faveur du traité de Paris de 1947. Ce nouveau tracé frontalier englobe désormais le versant sud et domine le val de Suse surplombant le hameau de Bard en Italie, ainsi que le haut val Cenise français dont la localité de Grand-Croix et la plaine de Saint Nicolas. Cette rectification a permis de retrouver les limites administratives des États de Savoie avant leur annexion par l'hexagone.
Jusqu'alors glacis militaire il constituait un des points clefs de la ligne Maginot et du mur alpin entre son sommet et le signal du Petit Mont-Cenis. Il abrite dans sa combe l'ancien fort Malamot qui, étant devenu français, a évité la destruction selon les dispositions du traité de paix à la sortie du second conflit mondial.